# Pretty Prairie
Pretty Prairie är en ort i Reno County i Kansas. Vid 2010 års folkräkning hade Pretty Prairie 680 invånare.